# Bielefelder Rezess
Unter dem Bielefelder Rezess wird allgemein die Regelung von Grenz- und Bekenntnisstreitigkeiten zwischen der Herrschaft Rheda und dem Hochstift Osnabrück am 27. März 1565 verstanden.
Abweichend wird in der Literatur die Festschreibung der regionalen Ausbreitung der Reformation in der Grafschaft Ravensberg am 24. Oktober 1609 vereinzelt ebenfalls als „Bielefelder Rezess“ bezeichnet.

## Entwicklung und Gegenstand des Streits
Graf Konrad von Tecklenburg schloss sich 1527 der Reformation an und führte diese auch in seinem Herrschaftsgebiet, der Herrschaft Rheda ein. Ab 1529 wurden dort Deutsche Messen gehalten. 1549 leitete Franz von Waldeck, der Bischof von Osnabrück, gegenreformatorische Maßnahmen ein.
Einer der Streitpunkte zwischen den Parteien war die Vorherrschaft im Kirchspiel Gütersloh. Unter anderem war das Recht strittig, die Konfession zu bestimmen und den Pfarrer einzusetzen. Konrad hatte großes Interesse daran, im Kirchspiel Gütersloh einen evangelischen Pfarrer zu haben, auch weil die beiden Klöster Herzebrock und Clarholz mit ihren Pfarreien ein starkes Gegengewicht zu seiner Machtstellung bedeuteten. Andererseits war die Kontrolle über die Pfarrei Gütersloh für den Osnabrücker Bischof wichtig, um Bestrebungen der Tecklenburger zur Erweiterung ihres territorialen Einflussbereichs zu begrenzen.
Nachdem Konrad 1557 gestorben war, wurde die Herrschaft in Rheda durch seine Tochter Anna von Tecklenburg-Schwerin ausgeübt. Bereits 1553 war Johann II. von Hoya Fürstbischof von Osnabrück geworden. Die Ansprüche wurden durch beide Parteien unverändert vertreten. Grenzverlaufsstreitigkeiten führten nicht selten zu blutigen Auseinandersetzungen zwischen rhedischen und osnabrückischen Söldnern.

## Schlichtung
Am 27. März 1565 wurde unter Vermittlung Graf Wilhelms von Ravensberg der Streit durch einen in Bielefeld geschlossenen Rezess geschlichtet. Der Vertrag wurde im Sommer des gleichen Jahres durch den Wiedenbrücker Vertrag ergänzt, der den genauen Grenzverlauf regelte. Die Grenzen wurden durch Grenzsteine markiert.
Im Ergebnis brachte der Rezess als weltliche Folge eine politische Teilung des Kirchspiels Gütersloh mit sich. Das Kirchdorf selbst und die Bauerschaften Blankenhagen, Nordhorn, Pavenstädt und Sundern kamen endgültig unter die Herrschaft der Tecklenburger Grafen, die Bauerschaften Avenwedde, Kattenstroth und Spexard verblieben unter der Territorialgewalt des Osnabrücker Fürstbischofs.
Als geistliche Folge wurde im Rezess geregelt, dass die kirchlichen Herrschaftsrechte vollständig beim Hochstift Osnabrück verblieben, wodurch der Osnabrücker Bischof weiterhin die Konfession in der Pfarrei Gütersloh bestimmen und die Pfarrbesetzung regeln durfte. Das Besetzungsrecht wurde in der Folge tatsächlich vom Kollegiatstift St. Aegidius in Wiedenbrück ausgeübt. Letzteres gehörte zum Amt Reckenberg und damit zu einer Exklave des Hochstifts. Die Pfarrstelle wurde jeweils mit katholisch geweihten Kanonikern besetzt.
In der Bewertung des Rezesses und seiner Folgen ist zu berücksichtigen, dass die geistlichen Standpunkte der Parteien keineswegs eine so große Rolle gespielt haben können, wie es den Anschein hat. Bereits Franz von Waldeck hatte Reformationsansätze im Bistum Osnabrück verankert und Hermann Bonnus als sein Beauftragter hatte bereits 1543 Wiedenbrück reformiert. Die Stadt galt zum Zeitpunkt des Rezesses als überwiegend lutherisch.

## Folgezeit
Die Regelung führte nicht dauerhaft zu einer Rekatholisierung des Kirchspiels. Die Messe wurde in deutscher Sprache gelesen und das Abendmahl in beiderlei Gestalt an die Gläubigen ausgeteilt. Außerdem lebten die Pfarrer mit einer Frau zusammen und hatten Kinder. Der offene Streit mit der Osnabrücker Seite durch die offizielle Einführung einer lutherischen Gottesdienstordnung wurde jedoch gescheut, die Pfarrer lavierten langjährig politisch zwischen den Interessen des Bischofs von Osnabrück und des Grafen von Tecklenburg.